# لی جین-ووک
لی جین-ووک (انگلیسی: Lee Jin-wook؛ زادهٔ ۱۶ سپتامبر ۱۹۸۱) بازیگر اهل کره جنوبی است. وی از سال ۲۰۰۳ میلادی تاکنون مشغول فعالیت بوده‌است.
از فیلم‌ها یا برنامه‌های تلویزیونی که وی در آن نقش داشته‌است می‌توان به هدف، سه تفنگدار، بازگشت، صدا، خانه شیرین و بولگاسال: ارواح جاودان،هه‌ری عزیز  اشاره کرد.